# القمص رافائيل أفامينا
القمص رافائيل آفأمينا، (مواليد روض الفرج بالقاهرة في 8 سبتمبر 1942)، واسمه قبل الرهبنة رفائيل صبحي توفيق، حاصل على ليسانس حقوق جامعة عين شمس، وكان يعمل شماسا خاصا للبابا كيرلس السادس، ورسم راهبا في عام 1969 بدير الأنبا مارمينا العجايبي بمريوط.

## أسماء الفائزين الثلاثة الحاصلين علي أعلي الأصوات في انتخبات البطريرك
- الأنبا رافائيل 1980 صوتا
- الأنبا تاوضروس 1623 صوتا
- القمص رافائيل آفامينا 1530 صوتا